# Enrico Corradini
Enrico Corradini (Samminiatello, próximo de Montelupo Fiorentino, 20 de julho de 1865 — Roma 10 de dezembro de 1931) foi um romancista, jornalista e político, expoente máximo do nacionalismo italiano. Foi senador do Reino da Itália na XXVI legislatura. 

## Biografia

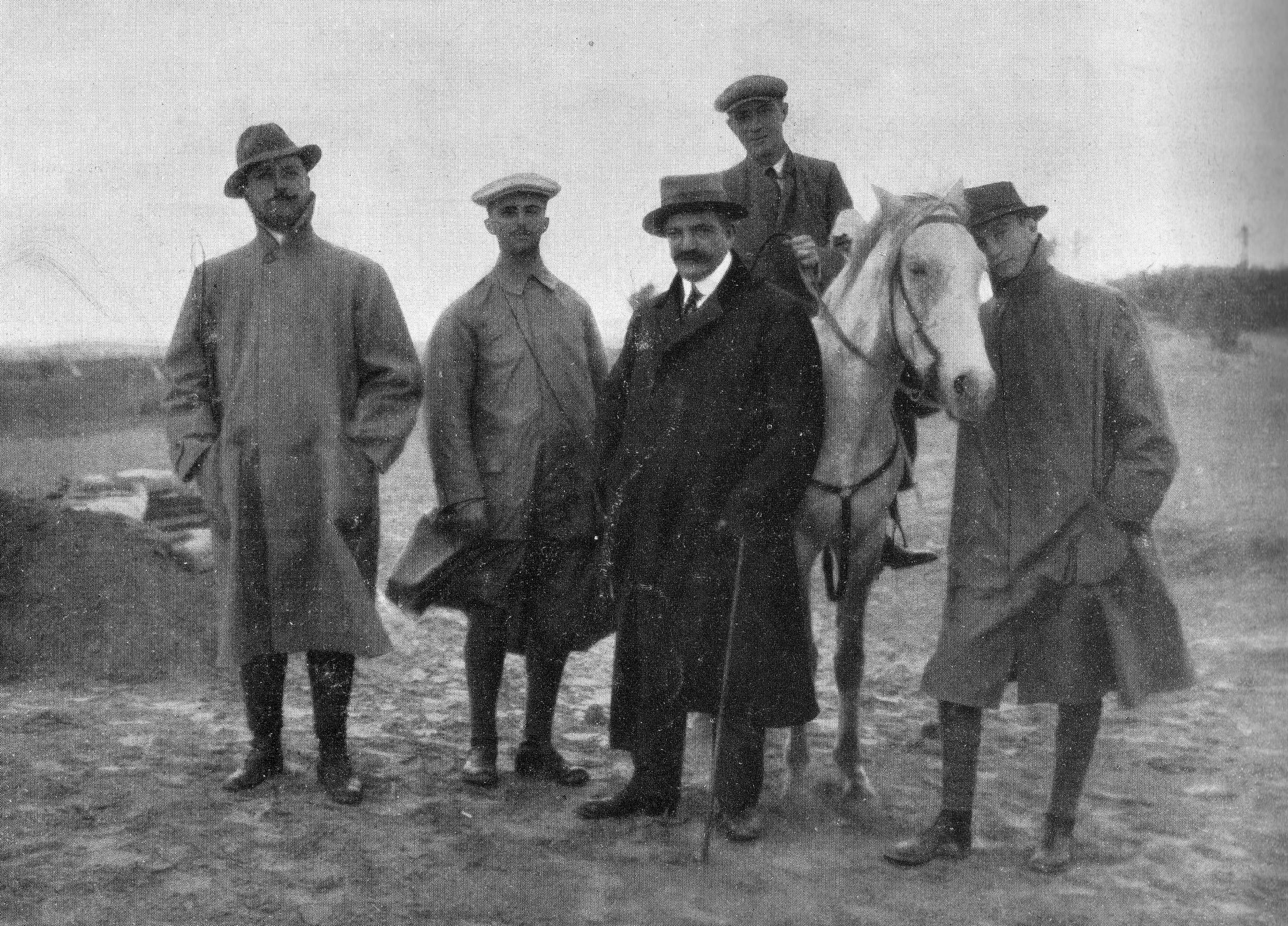
Repórteres de guerra durante a Guerra Ítalo-Turca, da esquerda para a direita: Filippo Tommaso Marinetti, Ezio Maria Gray, Jean Carrère, Enrico Corradini e Gualtiero Castellini.

Formado em Letras em 1888, jornalista. Em 1897 dirigiu a revista Il Marzocco, por ele fundada. Autor dannunziano, em novembro de 1903 fundou a revista Il Regno com Giovanni Papini, Vilfredo Pareto e Giuseppe Prezzolini. Em 1910 organizou o Congresso Nacionalista de Florença, que deu origem à Associação Nacionalista Italiana, da qual foi secretário até 1914.
Em 1911 apoiou a campanha a favor da Guerra ítalo-turca com dois ensaios políticos (Il volore d'Italia e L'ora di Tripoli) e no mesmo ano, com a colaboração de Alfredo Rocco e Luigi Federzoni, publicou o a revista semanal L'Idea Nazionale, que retomou as teorias belicistas de seu precedente; de 1908 a 1912 também colaborou com o Corriere della Sera.
Em 1913 concorreu à Câmara dos Deputados do Reino da Itália pelo círculo eleitoral de Marostica, mas não foi eleito, apesar do apoio dos católicos. A favor de uma política externa imperialista, colonialista e expansionista, em 1914 transformou a L'idea Nazionale num jornal diário graças ao financiamento dos militares e dos armadores.
Criador de uma teoria nacionalista alimentada pelo populismo e pelo corporativismo, foi um feroz intervencionista na Primeira Guerra Mundial, primeiro a favor da Tríplice Aliança, depois em apoio da Tríplice Entente, envolvendo-se em violentas campanhas de imprensa contra os neutralistas (em particular Giovanni Giolitti). Durante os anos de guerra, ele tornou-se intimamente ligado à Ansaldo dos irmãos Perrone, obtendo deles um financiamento generoso para L'Idea Nazionale. Após a guerra, ele foi a favor do à Empresa de Fiume e tentou convencer Gabriele D'Annunzio a implementar uma "marcha sobre Roma" em 1919.
Nos anos seguintes declarou-se a favor da fusão entre a Associação Nacionalista e o Partido Nacional Fascista; os dois grupos juntaram-se ao Bloco Nacional durante as eleições legislativas de 1921. Em 1923 juntou-se ao PNF, reunindo a sua ANI. Foi nomeado senador pelo rei Vítor Emanuel III em 1 de março de 1923.
Inicialmente a favor do desmantelamento do Estado Liberal, posteriormente expressou algumas das suas dúvidas em cartas enviadas a Luigi Federzoni: quando este se tornou Ministro em 1928, Corradini foi politicamente marginalizado. Ele foi membro do Grande Conselho do Fascismo de janeiro de 1925 a dezembro de 1929. Ele morreu em 1931.

## Pensamento político
A Itália deve ter a sua própria política colonial porque as nações pobres devem procurar, através do imperialismo, um “lugar ao sol”; A Itália é uma potência pobre, mas não deve continuar a ser intimidada por nações plutocráticas. O nacionalismo é a transposição internacional do socialismo, uma espécie de luta de classes deve ser implementada entre as nações proletárias e as nações plutocráticas; “o socialismo é o nosso professor mas o nosso adversário”: adversário porque é pacifista, professor porque ensina a usar o instrumento da luta de classes numa dimensão internacional. Corradini vê uma Europa onde, abaixo das duas plutocracias do Reino Unido e da França, existem nações proletárias; A Itália e a Alemanha, porém, já não podem aceitar ser potências de segunda classe. O pacifismo visa exclusivamente a preservação do status quo europeu: em resposta a isto, a luta de classes internacional deve ser exaltada. A nação deve ser coesa e não individualista, o bom cidadão deve estar pronto a sacrificar-se pelo seu país. Corradini desenvolveu, em suma, uma concepção materialistamente proletária, mas espiritualmente aristocrática: para demonstrar a sua grandeza espiritual, a Itália deve ser liderada pelos melhores homens (que não podem ser escolhidos através da democracia). O governo dos assuntos públicos deve ser confiado aos aristocratas: não é verdade que somos todos iguais e, portanto, os fundamentos da democracia já não têm sentido. Faz parte da natureza humana lutar uns contra os outros, é um instinto natural querer subjugar o adversário, o instinto guerreiro deve ser exportado para o bem nacional. Ao contrário de outros líderes nacionalistas, Corradini tinha uma visão relativamente progressista das classes mais baixas e em diversas ocasiões tentou fazer com que a ideologia nacionalista penetrasse nas massas trabalhadoras, sem no entanto obter sucesso.

## Obras

### Romances
- La patria lontana (1910)
- La guerra lontana (1911)
- Le Vie Dell'Oceano (1913)
- Le sette lampade d'oro

### Teatro
- Giulio Cesare, dramma in cinque atti (1902)
- Carlotta Corday, dramma in tre atti (1908)
- Le vie dell'Oceano, dramma in tre atti (1913)
- L'aurea leggenda di madonna Chigi, commedia in tre atti (1930)

### Ensaios
- La conquista di Tripoli: Lettere dalla guerra
- Il volere d'Italia (1911)
- Sopra le vie del Nuovo Impero; Dall'emigrazione di Tunisi alla guerra nell'Egeo (1912)
- Scritti e discorsi 1901-1914
- Il nazionalismo italiano (1914)
- L'unità e la potenza delle nazioni (1922)
- Diario postbellico (1924)

## Honras
Cabo Honorário da Milícia Voluntária para a Segurança Nacional

## Outros Projetos
- Commons